# 阿仁又鬼站
阿仁又鬼站（日语：／ Ani-Matagi eki */?）是位於秋田縣北秋田市阿仁中村，秋田內陸縱貫鐵道的秋田內陸線車站。
在2002年（平成14年），此站被選為東北車站百選之一，理由是此站是森吉山自然公園「奧阿仁」的玄關站。

## 歷史
- 1989年（平成元年）4月1日 - 秋田內陸縱貫鐵道車站啟用，當時車站位於北秋田郡阿仁町（日语：阿仁町）。

## 構造
此站是地面車站，設有1面1線的單式月台。沒有車站大樓，在月台上設有候車處。

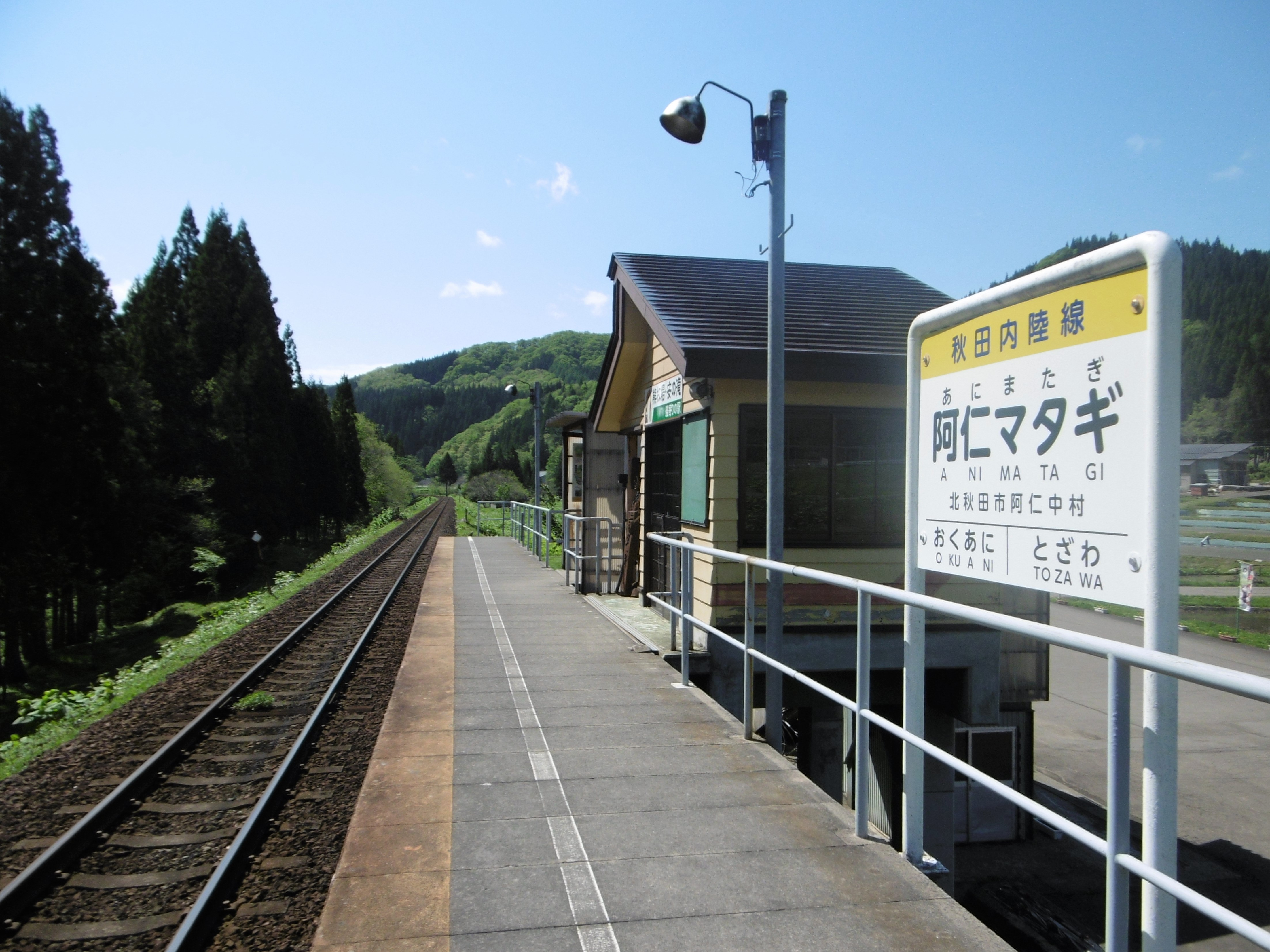
往奧阿仁站的月台（2018年5月）
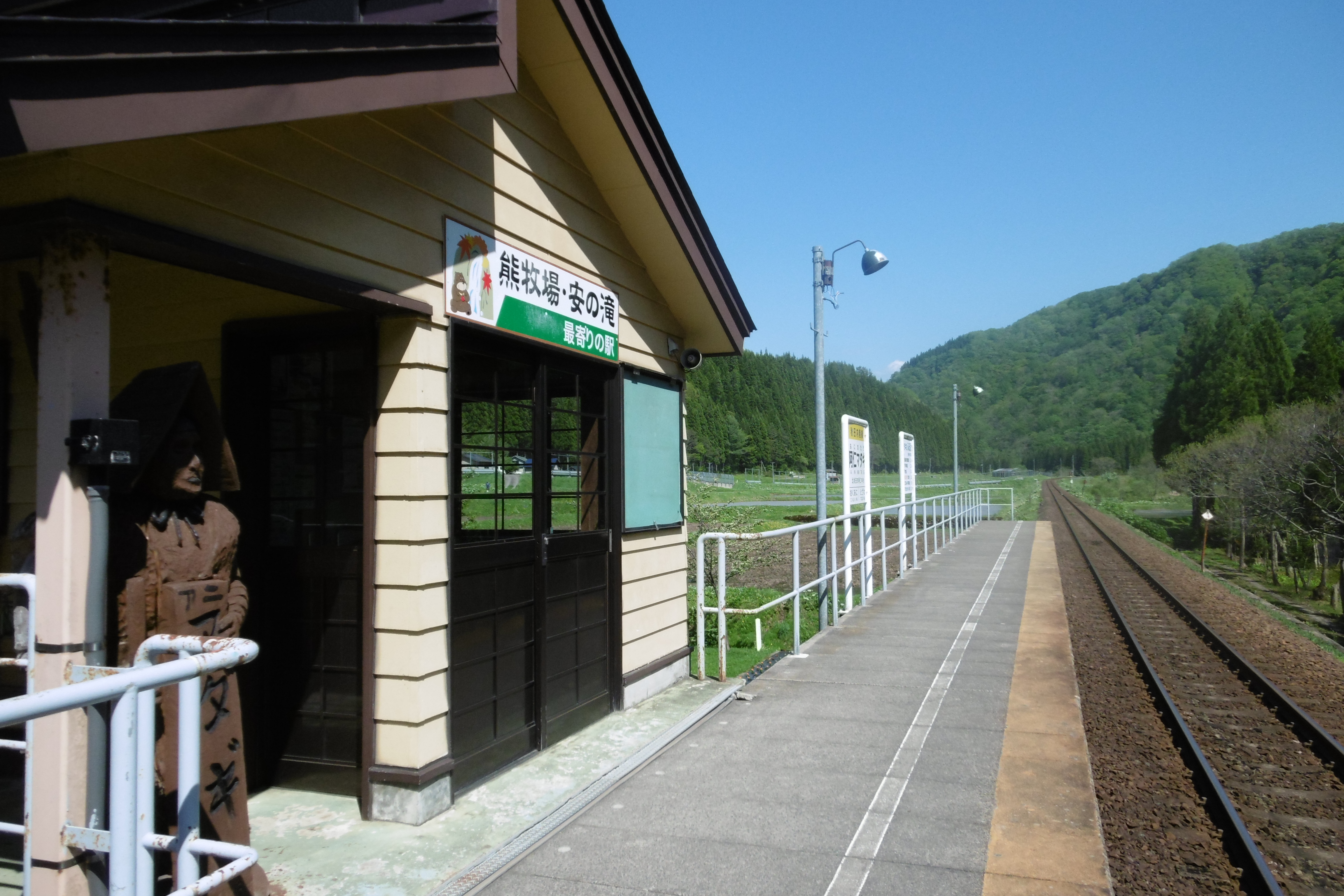
往戶澤站的候車室（2018年5月)）

## 使用狀況
| 1日上落車人次 | 1日上落車人次 |
| 年度          | 1日平均人次   |
| ------------- | ------------- |
| 2016年        | 30            |
| 2017年        | 24            |

## 周邊

車站周邊的風景

- 打當川
- 安之瀑布（日语：安の滝）
- 幸兵衛瀑布（日语：幸兵衛滝）
- 打當溫泉
- 阿仁熊牧場（日语：阿仁熊牧場）（熊熊園）
- 秋田縣道308號河邊阿仁線（日语：秋田県道308号河辺阿仁線）
- 森林休閒 阿仁、田澤綜合資訊處 （無人當值）
- 又鬼資料館
- 十二段隧道 - 位於此站與戶澤站之間路段，為秋田縣內最長的隧道（5,697米）。

## 其他
- 前往打當溫泉時，可先聯絡當地溫泉設施，以提供免費接送巴士前往站前。
- 可於前日預約合乘的士前往車站附近的安之瀑布和幸兵衛瀑布[2]（由阿仁的士（日语：阿仁タクシー）運行）。

## 相鄰車站
秋田內陸縱貫鐵道
■秋田內陸線
- 急行「森吉」停車站

□快速
比立內－（上行部分班次停奧阿仁）－阿仁又鬼－（下行部分班次停戶澤）－上檜木內
■普通
奧阿仁－阿仁又鬼－戶澤

## 注腳
1. ↑  国土数値情報(駅別乗降客数データ) （日語） - 統計情報研究，2020年8月30日參閲
2. ↑  . 北秋田市.   [2018-03-20]. （原始内容存档于2018-09-05） （日语）.

## 外部連結
- 路線圖（各站資訊） （页面存档备份，存于）（日語） - 秋田內陸縱貫鐵道